# 1360
- Wikisource

| Calendário gregoriano                                                        | 1360 MCCCLX                                          |
| Ab urbe condita                                                              | 2113                                                 |
| Calendário arménio                                                           | 809 – 810                                            |
| Calendário bahá'í                                                            | -484 – -483                                          |
| Calendário budista                                                           | 1904                                                 |
| Calendário chinês                                                            | 4056 – 4057 Início a 18 de janeiro (aproximadamente) |
| Calendário copta                                                             | 1076 – 1077                                          |
| Calendário etíope                                                            | 1352 – 1353                                          |
| Calendários hindus - Vikram Samvat - Calendário nacional indiano - Cáli Iuga | 1415 – 1416 1281 – 1282 4460 – 4461                  |
| Calendário Holoceno                                                          | 11360                                                |
| Calendário islâmico                                                          | 761 – 762                                            |
| Calendário judaico                                                           | 5120 – 5121                                          |
| Calendário persa                                                             | 738 – 739                                            |
| Calendário rúnico                                                            | 1610                                                 |
| Calendário solar tailandês                                                   | 1903                                                 |

1360 (MCCCLX, na numeração romana) foi um ano bissexto do século XIV do Calendário Juliano, da Era de Cristo, e as suas letras dominicais foram  E e D (53 semanas), teve início a uma quarta-feira e terminou a uma quinta-feira.
| Ano completo                           |
| -------------------------------------- |
| Ano bissexto com início à quarta-feira |

## Eventos
- 8 de maio — Guerra dos Cem Anos: A França se viu obrigada a assinar o Tratado de Brétigny: A Inglaterra oficializava o seu domínio sobre parte da França e recuperava alguns territórios inicialmente tomados pelos franceses.
- 12 de junho — Declaração de Cantanhede, na qual o rei Pedro I de Portugal declara ter casado com Inês de Castro.
- 28 de junho — Maomé VI torna-se o décimo rei Reino Nacérida de Granada após assassinar o seu cunhado Ismail II. Reinará até 1362.
- 24 de outubro — Guerra dos Cem Anos: ratificação do Tratado de Brétigny por Eduardo III de Inglaterra e João II de França
- O Condado de Anjou torna-se num ducado.

## Nascimentos
- 24 de junho — Nuno Álvares Pereira, general, santo condestável português  (m. 1431).
- Gonçalo de Lagos — beato português conhecido popularmente como São Gonçalo de Lagos  (m. 1490).
- Martinho Afonso Pires de Miranda — arcebispo português  (m. 1416).
- Gasparino Barzizza — humanista italiano  (m. 1431).

## Mortes
- 26 de fevereiro — Rogério Mortimer, 2.º Conde de March, nobre inglês, comandante militar durante a Guerra dos Cem Anos e um dos fundadores da Ordem da Jarreteira  (n. 1328).
- 28 de junho — Ismail II, nono rei Reino Nacérida de Granada desde 1359  (n. 1339).
- 29 de setembro — Joana I de Auvérnia e de Bolonha, rainha de França  (n. 1326).
- 2 de dezembro — João de Beauchamp, 1.º Barão Beauchamp de Warwick, nobre inglês, comandante militar durante a Guerra dos Cem Anos e um dos fundadores da Ordem da Jarreteira  (n. c. 1316).
- 23 de dezembro — Tomás Holland, 1.º Conde de Kent, nobre inglês, comandante militar durante a Guerra dos Cem Anos e um dos fundadores da Ordem da Jarreteira  (n. 1314).
- Isabel de Brienne — duquesa suo jure de Atenas, e senhora de Argos e Náuplia  (n. 1306).
- Sanchet D'Abrichecourt — nobre francês, comandante militar durante a Guerra dos Cem Anos e um dos fundadores da Ordem da Jarreteira  (n. c. 1330).
- Nicéforo Gregoras — historiador e polyhistor bizantino  (n. 1295).
- Rui Lourenço de Carvalho — senhor da Quintã do Muro, em Ourilhe e do Senhorio e Honra de Carvalho em Celorico de Basto.